# Takehisa Sakamoto
Takehisa Sakamoto (jap. 坂本 武久, Sakamoto Takehisa; * 26. August 1971 in der Präfektur Yamanashi) ist ein ehemaliger japanischer Fußballspieler.

## Karriere
Sakamoto erlernte das Fußballspielen in der Schulmannschaft der Nirasaki High School und der Universitätsmannschaft der Meiji-Universität. Seinen ersten Vertrag unterschrieb er 1994 bei den Kofu SC (heute: Ventforet Kofu). Der Verein spielte in der zweithöchsten Liga des Landes, der Japan Football League. Für den Verein absolvierte er 91 Spiele. Ende 2000 beendete er seine Karriere als Fußballspieler.